# Дондасовка
Дондасовка (укр. Дондасівка) — село,
Гряковский сельский совет,
Чутовский район,
Полтавская область,
Украина.
Код КОАТУУ — 5325481202. Население по переписи 2001 года составляло 0 человек
(по данным 1987 года население — 30 человек).

## Географическое положение
Село Дондасовка находится на расстоянии в 1 км от села Майское (Карловский район).
Рядом проходит автомобильная дорога Р-51.